# BELAIR Ile de France
Belair - Ile de France (code IATA : BL, code OACI : FBR, indicatif radio : EUROBELAIR), était une compagnie aérienne française basée sur l'Aéroport d'Orly spécialisée dans le transport de passagers type charter ou VIP et l'affrètement par d'autres compagnies.

## Histoire

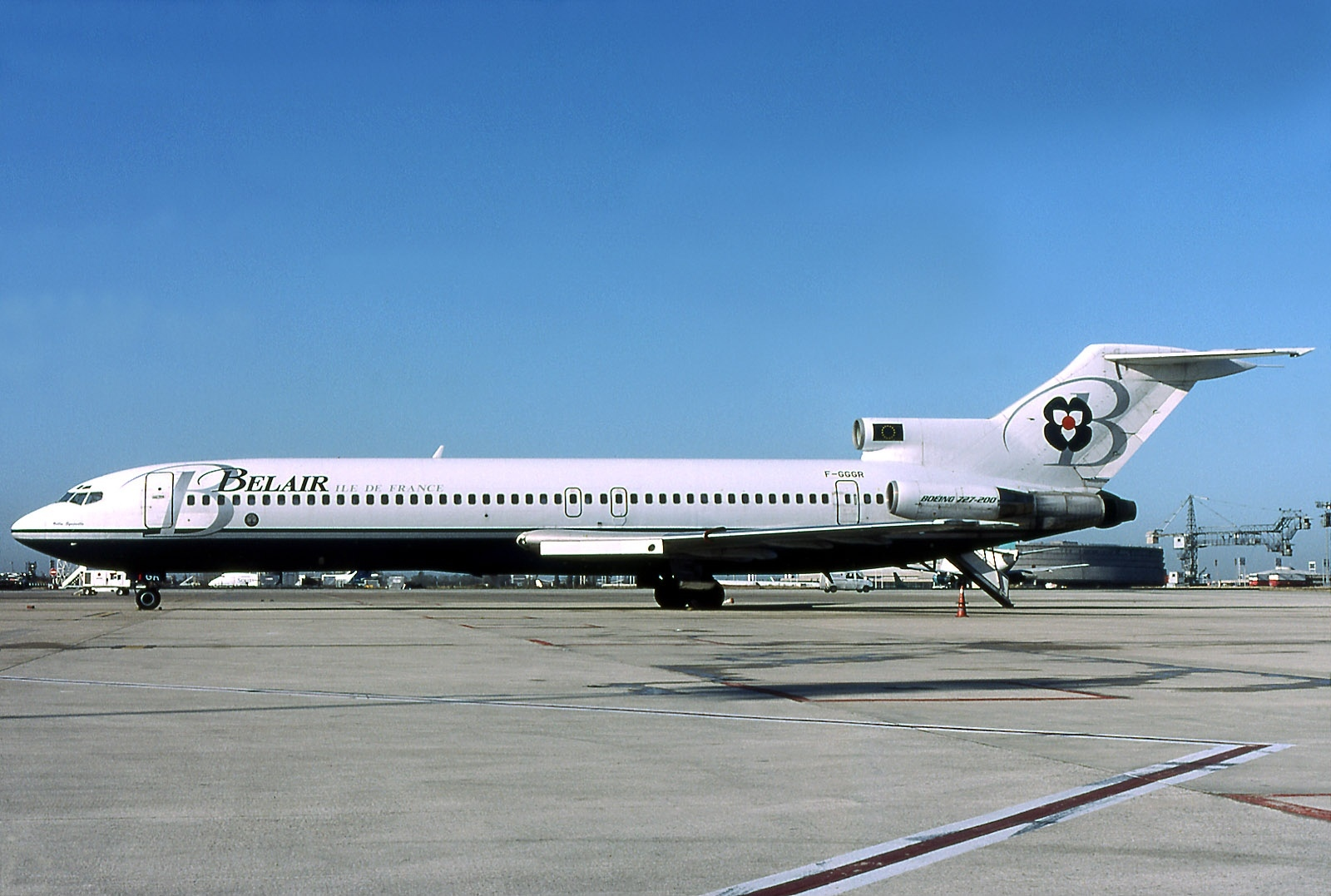
Boeing 727 F-GGGR de la compagnie BELAIR Ile de France en novembre 1999 à Roissy CDG

La compagnie BELAIR a été fondée en 1994, avec le soutien de la Région Ile de France, par un groupe de 12 anciens pilotes et hôtesses au chômage, qui ont investi leurs indemnités soit 3 millions de francs dans cette aventure avec des entrepreneurs dont Bernard Balkou (domaine du luxe) et Eric Schroeder qui était en Russie pour la privatisation de la compagnie des eaux de Saint-Pétersbourg.
Bernard Balkou, actionnaire, était nommé Président du Conseil d'Administration, Directeur Général. Le siège était établi sur la commune d'Orly dans le Val-de-Marne.
Le premier vol intervenait le 1er septembre 1995.
Ces "airmistes" comme les avaient surnommés les sceptiques au projet, avaient réussi à démontrer qu'il n'était pas nécessaire de posséder une fortune personnelle pour se lancer dans la création d'une compagnie aérienne, qui avait acheté à ses débuts en 1995 pour 1 million de dollars, un Boeing 727 (F-GGGR) puis un second Boeing 727 (F-GCGQ) en 1997.
La compagnie avait choisi trois créneaux.
Le premier était le charter pour le transport de personnes par des voyagistes par exemple.
Le second était l'affrètement par des compagnies tierces (avion et équipages) comme Air France le faisait souvent lors de période de pointe par exemple.
Le troisième, le transport de sportifs ou VIP comme le staff et les joueurs du PSG qui était l'un de leur clients.
La compagnie engendrait rapidement un chiffre d'affaires de 200 millions de francs et 1 million de francs de bénéfice puis la deuxième année, 300 millions de chiffre d'affaires et 2,5 millions de bénéfice, le pari semblait gagné pour ces ex chômeurs.
La compagnie BELAIR était également actionnaire de la société Europe Aéro Sud (EAS), devenue EAS industries, basée sur l'aéroport de Perpignan dans le sud de la France et spécialisé dans l'entretien et la réparation des aéronefs.
Fin novembre 1997, La compagnie s'intéressait au sort de Continent Air Paris, compagnie aérienne française qui fonctionnait sur les mêmes créneaux que Belair et qui faisait l'objet d'une procédure de redressement judiciaire depuis le début du mois.
Mais c'était sans compter des difficultés financières qui apparaissaient alors pour BELAIR.
En effet, l'immobilisation et la réparation d'un de leur appareil à cause de dégâts causés par des mouettes engendraient à leur tour, l'affrètement d'un appareil auprès d'une compagnie tierce soit un coût total de 20 millions de francs. Puis, un second problème intervenait dans cette fragilité financière, les vieux Boeing 727 étant trop bruyants pour l'aéroport d'Orly et dans l'optique d'une politique de développement, la compagnie était obligée d'investir en 1998 dans un autre appareil, un MacDonnel Douglas MD-83.
De plus, Bernard Balkou avait été déchu par le conseil d'administration de son poste de Président directeur général en raison de soupçon de détournement et d'abus de biens sociaux d'actifs de la compagnie BELAIR. Cette dernière avait été condamnée à payer les dettes personnelles de M. Balkou sous peine de saisie et de vente du mobiliers de BELAIR (Arrêt de la Cour d'appel de Paris du 24 septembre 1998).
M. Balkou avait été mis en examen pour ces faits mais également dans le cas de la faillite de l'entreprise BELAIR.
Bernard Balkou avait ensuite préparé un plan de reprise de la compagnie en faillite, AOM/Air Liberté,.
BELAIR Ile de France était placée en liquidation judiciaire le 18 janvier 2000 par le Tribunal de Commerce de Créteil. Les avions avaient été "parqués" chez Europe Aéro Sud (EAS) sur l'aéroport de Perpignan.

## Flotte

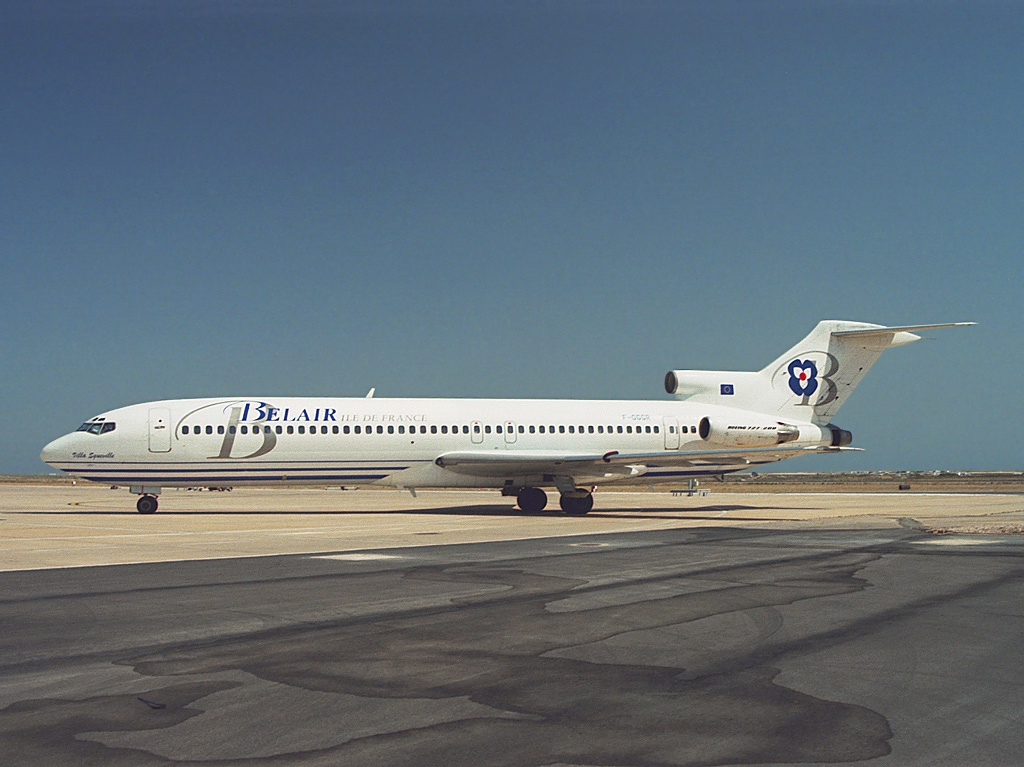
Boeing 727 F-GGGR de la compagnie BELAIR Ile de France en 1996 à Faro au Portugal

- 1 Boeing 727-227 Advanced[15] immatriculé F-GCGQ, configuré en 182 places classe économique, nom de baptême "La Nef"
- 1 Boeing 727-2H3 immatriculé F-GGGR, configuré en 182 places classe économique, nom de baptême "Villa Squeville" (du nom de la villa où se trouve le siège de "Société Normande d'entreprises", actionnaire principal de BELAIR)
- 1 McDonnel Douglas DC-9/MD-83 immatriculé F-GKZL, configuré en 169 places classe économique.

La compagnie avait également l'intention d'utiliser deux autres avions étrangers qu'elle a enregistrés auprès du Ministère des Transports français à savoir un Boeing 727-256 (C/N 20601) dont l'immatriculation F-GOBR lui avait été attribué, un ancien de la flotte Iberia (EC-CBG) puis un McDonnel Douglas DC-10-30 (C/N 48252) dont l'immatriculation F-GKZS lui avait été attribuée, un ancien de la flotte de Condor (D-ADSO).